# Elephantomyia luteiannulata
Elephantomyia luteiannulata är en tvåvingeart. Elephantomyia luteiannulata ingår i släktet Elephantomyia och familjen småharkrankar.

## Underarter
Arten delas in i följande underarter:
- E. l. chiriquiensis
- E. l. luteiannulata